# 護民院

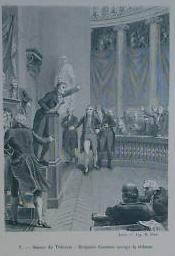
護民院の演壇に立つバンジャマン・コンスタン

護民院（ごみんいん、フランス語: Tribunat、法制審議院とも）は、統領政府の政体を定める共和暦8年憲法によって国務院（Conseil d'État）・立法院（Corps législatif）・護憲元老院（Sénat conservateur）とともにフランスに創設された4議会のうちの一つである。護民院は1800年1月1日、立法院と同時に正式に設置され、初代護民院議長には歴史家のピエール・クロード・フランソワ・ドヌーが就任したが、独立志向が強く1802年にナポレオン・ボナパルトにより罷免された。護民院は五百人会の職務の一部を引き継いだが、専ら立法院の採決に先立って法案を審議することを任務とし、法律の発案はなお国務院が行うものとされた。

## 選挙
護民院議員・立法院議員はともに間接選挙かつ普通選挙によって選ばれた。選挙手続は複雑であり、まず市民がその頭数の10分の1の「区の名士」を互選し、「区の名士」がその頭数の10分の1の「県の名士」を互選し、「県の名士」がその頭数の10分の1の「全国の名士」を互選する、という一連の選挙により全国名士名簿（listes nationales de notabilités）が作成され、この全国名士名簿の中から護憲元老院が護民院議員・立法院議員を選任するというものであった。

## 職務
護民院は立法院内に3人の委員を派遣して政府委員と法案を論議することを職務とした。護民院は法案を採決することはできなかったが、勧告的に意見を表明することができ、最後の手段として第一統領に対していつでも意見することができたが、第一統領が護民院の意見を考慮するか否かは任意であった。護民院は護憲元老院に対して違憲な名士名簿および法令の取消しを求めることもできたが、これにも拘束力はなかった。

## 歴史
ブリュメール18日のクーデター後まもなく、護民院は第一統領の築き上げようとする体制に反対する勢力の牙城となった。1月7日、護民院に登院したバンジャマン・コンスタンも、ナポレオンの築き上げようとする体制を「隷属と沈黙の体制」と呼んでこれに反対する演説を行い、反対勢力の急先鋒となった。護民院はコンスタンのような自由主義者から構成されており、ナポレオンはこれら自由主義者の主張が自らの築き上げようとする社会秩序や政治的統一を害するものと見ていた。こうした中、1802年に護民院が民法典草案に反対すると、まず院内の粛清が行われ（護民院議員は定期的に一部が改選されていたが、退任者の指名方法が定められていなかったため、ナポレオンは反対者を選んで排除することができた）、1807年8月19日の元老院令により護民院の廃止と残余の職務・議員の立法院への吸収が決定された。
立法院が執行権限強化に迎合したことはよく知られており、プレビシットの導入も議院の正統性や権限を弱体化して執行府の権限を強化することを目的としていた。護民院は権力分立の強化を目的として設置された機関であったが、当時の権力分立のあり方の下では護民院が効果的に機能することはできなかったのである。

## 職制
共和暦8年憲法は護民院について次のように規定していた。「第27条　護民院は25歳以上の100名の議員をもって構成される。護民院議員は5年毎に改選され、なお全国名簿に登載されているときは、無期限に再選されることができる。」
共和暦10年テルミドール16日憲法は次のように予定していた。「第76条　共和暦13年以降、護民院議員の定数は50名に縮減される。50名のうち半数は3年毎に退任する。縮減された定数に至るまでは、退任議員は再選されることができない。護民院は複数の部会に分割される。」
共和暦12年憲法は第11章で護民院について規定していた。

## 会期
- 第1会期：1800年1月1日（共和暦8年雪月11日）から1800年11月7日（共和暦9年霧月16日）まで
- 第2会期：1800年11月22日（共和暦9年霜月1日）から1801年11月7日（共和暦10年霧月16日）まで
- 第3会期：1801年11月22日（共和暦10年霜月1日）から1802年8月14日（共和暦10年熱月26日）まで
- 第4会期：1802年8月20日（共和暦10年実月2日）から1803年8月20日（共和暦11年実月2日）まで
- 第5会期：1803年9月26日（共和暦12年葡萄月3日）から1804年6月2日（共和暦12年草月13日）まで
- 第6会期：1804年12月2日（共和暦13年霜月11日）から1805年12月30日（共和暦14年雪月9日）まで
- 第7会期：1806年1月1日から1806年5月12日まで
- 第8会期：1807年8月14日から1807年9月18日まで